# Sharif Dean
Sharafeddinne Kharroubi (Casablanca, 14 augustus 1947 – Oran, 14 februari 2019) beter bekend als Sharif Dean was een Algerijns-Frans muzikant.

## Levensloop
Hij werd geboren uit een Franse moeder en Algerijnse vader. Als kind verhuisde hij naar Parijs, waar hij in aanraking kwam met de moderne muziek. Hij won daar in 1964 de prestigieuze talentenjacht van Radio Monte Carlo.
Door deze winst kreeg hij heel wat opdrachten in een aantal Duitse nachtclubs. Tussendoor studeerde hij in Brussel, waar hij in 1971 een universitaire graad behaalde in filosofie en letterkunde. Daarna richtte hij zich volledig op zijn zangcarrière.
Met de Belgische producer Jean Huysmans nam hij in 1972 zijn eerste single op, Mary-Ann, dat geen hit werd. In 1973 lukte het wel. Sharif schreef Do You Love Me?. Hij kreeg vocale hulp van Evelyne D'Haese, een Belgische zangeres die wel vaker studiowerk deed, onder andere voor Luc Hensill. Daarna volgde nog No more troubles, een veel minder groot succes en alleen in België.
Do You Love Me? is de eerste Belgische plaat die de nummer 1-positie behaalt in een Nederlands jaaroverzicht.
Hij overleed op Valentijnsdag 2019, na al een tijdlang te zijn geplaagd door diabetes.

## Discografie

### Singles
| Single met eventuele hitnotering(en) in de Nederlandse Top 40 | Datum van verschijnen | Datum van binnenkomst | Hoogste positie | Aantal weken | Opmerkingen |
| ------------------------------------------------------------- | --------------------- | --------------------- | --------------- | ------------ | --- |
| Do You Love Me?                                               |                       | 26-05-1973            | 1(5wk)          | 17           | Alarmschijf / #1 in de Daverende Dertig / Hit van het jaar 1973 De in Nederland uitgebrachte versie verschilt van die in België, Frankrijk, enz. |

### NPO Radio 2 Top 2000
| Nummer met noteringen in de NPO Radio 2 Top 2000 | '99  | '00  | '01  |
| ------------------------------------------------ | ---- | ---- | ---- |
| Do You Love Me?                                  | 1723 | 1594 | 1711 |

1. ↑  Een vetgedrukt getal geeft de hoogste notering aan.
2. ↑  Deze tabel is bijgewerkt tot en met de laatste editie (2024).